# Казское городское поселение
Ка́зское городско́е поселе́ние — муниципальное образование в Таштагольском районе Кемеровской области. Административный центр — посёлок городского типа Каз.

## История
В 1960 году образован Казский поселковый совет. В состав поссовета вошло несколько населенных пунктов: Азас, Шестой Каз, станция Тенеш, Барнауловка, Пятые Мечи, Керс Мечинск, Верх-Тельбес, Жулановка, Казармы, 492, 498, 485 километры, Тихал, Каптрык. Казское городское поселение образовано 17 декабря 2004 года в соответствии с Законом Кемеровской области № 104-ОЗ.

## Население
| 2009  | 2010  | 2011  | 2012  | 2013  | 2014  | 2015  |
| ----- | ----- | ----- | ----- | ----- | ----- | ----- |
| 4674  | ↘4666 | ↘4655 | ↘4551 | ↘4466 | ↘4380 | ↘4352 |
| 2016  | 2017  | 2018  | 2019  | 2020  | 2021  |       |
| ↘4312 | ↘4278 | ↘4211 | ↘4092 | ↘4008 | ↗4254 |       |

## Состав городского поселения
| № | Населённый пункт | Тип населённого пункта      | Население |
| - | ---------------- | --------------------------- | --------- |
| 1 | Каз              | пгт, административный центр | ↗4254     |
| 2 | Тенеш            | посёлок при станции         | ↘0        |